# René Domergue
Pour les articles homonymes, voir Domergue.
Pour le sociologue, voir René Domergue.
René Domergue est un journaliste et critique d'art né le 15 février 1892 à Bordeaux et mort le 24 avril 1988 à Boulogne-Billancourt. Frère du peintre Jean-Gabriel Domergue, il se constitua une collection d'œuvres d'art, principalement des tableaux et des dessins post-impressionnistes, il légua en 1983 au musée des Beaux-arts de Bordeaux plusieurs tableaux impressionnistes : Pierre Bonnard, Mary Cassatt, Berthe Morisot, et Pierre Renoir.

## René Domergue critique d'art
René Domergue écrivait dans le quotidien L'Aube (exemple: article sur le peintre Paul Krôn, 4 juillet 1947).

## La donation de René Domergue

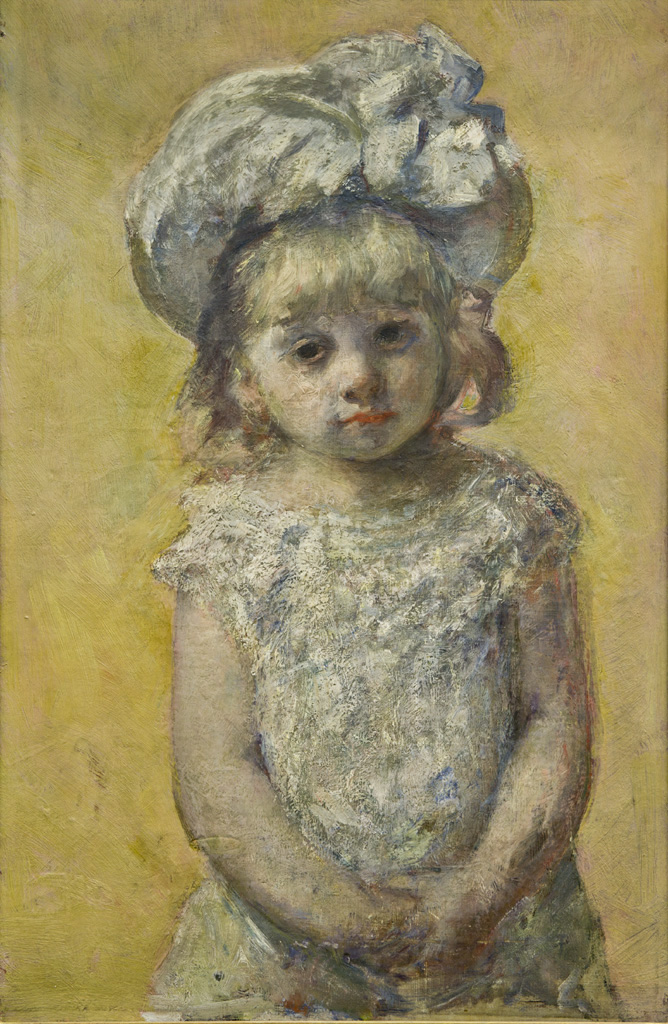
Portrait de fillette, par Mary Cassatt, un don de René Domergue au musée des Beaux-Arts de Bordeaux.

Par un testament rédigé le 4 mai 1981, René Domergue, avait légué à  la ville de Bordeaux, sa ville natale, sa collection de peintures. Après son décès en 1988, le legs devint effectif en 1993. Cette donation était assortie d'une condition : qu'une fondation soit créée portant le nom de Jean-Gabriel Domergue. La ville n'ayant pas réalisé cette condition, les héritiers saisirent la justice en 1999. Les ayants droit ayant gagné en première instance, en appel, puis en cassation, la collection leur fut restituée le 15 mars 2007. Mise en vente aux enchères à Paris le 21 juin 2007 et estimée 1 500 000 euros, la vacation rapporta  2 549 000 euros. Elle comprenait  un ensemble d'œuvres de Jean-Gabriel Domergue, mais aussi une quarantaine de tableaux de Louis Valtat. 
Comme l'a fait remarquer l'avocat des héritiers, le bénéficiaire principal de cette péripétie judiciaire fut le fisc français qui toucha les droits de succession des héritiers, cependant sur la base d'une estimation des œuvres faite en 1988.

## Écrits
- Henry E. Burel, éditions Galerie André Maurice, Paris, 1952.

## Source
- J. Delpey, La Collection René Domergue au Musée des Beaux-Arts de Bordeaux, Mémoire de maîtrise, Université Michel de Montaigne, Bordeaux III, 1997.